# گادیون بورکهارد
گادیون بورکهارد (به آلمانی: Gedeon Burkhard) (زاده ۳ ژوئیه ۱۹۶۹) بازیگر آلمانی است.
او بیشتر به خاطر بازی در سریال کمیسر و رکس و بازی در نقش کمیسر براندتنر مشهور است. او هم چنین در سریال هشدار برای کبرا ۱۱ بازی کرده‌است.